# Arrankudiaga
Arrankudiaga är en kommun i Spanien. Den ligger i Biscayaprovinsen i den autonoma regionen Baskien i norra delen av landet, 300 km norr om huvudstaden Madrid. Antalet invånare är 1 007 (2024). Arean är 22,70 kvadratkilometer. Arrankudiaga gränsar till Alonsotegi, Laudio, Okondo, Güeñes, Arrigorriaga, Ugao-Miraballes, Zeberio, Orozko och Arakaldo. 